# إيما بيل مايلز
إيما بيل مايلز (بالإنجليزية: Emma Bell Miles) هي كاتِبة وشاعرة أمريكية، ولدت في 1879، وتوفيت في 1919.